# Kilkinsaaret
Kilkinsaaret är en ö i Finland.   Den ligger i kommunen Hirvensalmi i den ekonomiska regionen  S:t Michel och landskapet Södra Savolax, i den södra delen av landet, 190 km nordost om huvudstaden Helsingfors.